# Attention
Az Attention (magyarul: Figyelem) egy dal, amely Litvániát  képviselte a 2014-es Eurovíziós Dalfesztiválon, Koppenhágában. A dalt Vilija Matačiūnaitė adta elő angol nyelven.
A dal a 2014. február 22-én rendezett litván nemzeti döntőben nyerte el az indulás jogát, előadóját pedig egy héttel később, március 1-én választották ki három lehetséges előadó közül. A nyertes Vilija Matačiūnaitė lett, így ő adhatta elő a dalt Koppenhágában.
A dalt a dalfesztiválon először a május 8-i második elődöntőben adták elő, fellépési sorrendben hetedikként az osztrák Conchita Wurst Rise Like a Phoenix című dala után, és a finn Softengine rockzenekar Something Better című dala előtt. A szavazás során 36 pontot kapott, ami a 11. helyre volt elég - így nem jutott tovább a döntőbe.

## Külső hivatkozások
- Dalszöveg
- Az Attention című dal előadása a litván nemzeti döntőben. YouTube
- A dal első próbája a koppenhágai arénában. YouTube
- A dal második próbája a koppenhágai arénában. YouTube
- A dal előadása az Eurovíziós Dalfesztivál második elődöntőjében. YouTube